# تلمبوط (بني بوشداد)
تلمبوط هو دُوَّار يقع بجماعة تالمبوط، إقليم شفشاون، جهة طنجة تطوان الحسيمة في المملكة المغربية. ينتمي الدوّار لمشيخة بني بوشداد التي تضم 6 دواوير. يقدر عدد سكانه بـ 653 نسمة حسب الإحصاء الرسمي للسكان والسكنى لسنة 2004.

## روابط خارجية
- البوابة الوطنية للجماعات الترابية نسخة محفوظة 12 مارس 2018 على موقع واي باك مشين.
- المندوبية السامية للتخطيط